# Жулкув (Підкарпатське воєводство)
Жулкув (пол. Żółków) — село в Польщі, у гміні Ясло Ясельського повіту Підкарпатського воєводства.
Населення — 752 особи (2011).
У 1975-1998 роках село належало до Кросненського воєводства.

## Демографія
Демографічна структура станом на 31 березня 2011 року:
|          | Загалом | Допрацездатний вік | Працездатний вік | Постпрацездатний вік |
| -------- | ------- | ------------------ | ---------------- | -------------------- |
| Чоловіки | 372     | 90                 | 254              | 28                   |
| Жінки    | 380     | 82                 | 218              | 80                   |
| Разом    | 752     | 172                | 472              | 108                  |